# チャイム (斉藤由貴のアルバム)
『チャイム』は、斉藤由貴の通算3枚目のスタジオ・アルバム。1986年10月21日発売。発売元はキャニオン・レコード（現：ポニーキャニオン）。規格品番はLP：C28A0520、CT：28P6592、CD：D32A0234。

## 背景
LP帯のコピー：澄んだ波紋があなたの心に届きます。
テレビアニメ『めぞん一刻』テーマソングのほか、資生堂のCMソングにも使用されたシングル曲「悲しみよこんにちは」のほか、斉藤本人作詞の楽曲も収録された3枚目のオリジナル・アルバム。CD盤のみ、オリコン・シングルチャートで1位を獲得した「青空のかけら」とB面「指輪物語」が追加で収録されている。同年のアルバム年間チャート（オリコン）では第41位にランクイン。
収録曲のうち、「予感」が2008年3月8・9日に数年ぶりに開催された東京・PARCO劇場でのコンサートで披露された。また、同年12月23日に東京・浜離宮朝日ホールで開催されたコンサートでは「いちご水のグラス」「自転車にのって」が披露されている。尚、「いちご水のグラス」の歌詞は斉藤自身によるものであるが、斉藤が作詞に悩んでいる間、スタッフが谷山浩子へ委託した際に書かれた別歌詞がある。その谷山版の歌詞に別のメロディが付けられ、翌年発売のスタジオ・アルバム『風夢』に「ひまわり」のタイトルで収録された。
2003年9月18日発売のCD-BOX『斉藤由貴 CD-BOX 1』にリマスタリング音源で収められた。同ボックス・セットは限定生産のため、現在は入手困難となっている。2009年には歌手デビュー25周年企画の一環として、特別なCDプレーヤーを購入することなく高音質再生が可能であるとされるHiQualityCD（HQCD）仕様で発売された。歌詞ブックレット巻末には制作プロデューサーである長岡和弘のコメントが添えられた。

## 収録曲

### LP／CT
| 全編曲: 武部聡志。 |                            |                |            |       |
| #                  | タイトル                   | 作詞           | 作曲       | 時間  |
| 1.                 | 「予感」                   | 斉藤由貴       | 亀井登志夫 | 4:59  |
| 2.                 | 「悲しみよこんにちは」     | 森雪之丞       | 玉置浩二   | 3:57  |
| 3.                 | 「ストローハットの夏想い」 | あさくらせいら | MAYUMI     | 4:15  |
| 4.                 | 「つけなかった嘘」         | 森雪之丞       | 亀井登志夫 | 3:58  |
| 5.                 | 「いちご水のグラス」       | 斉藤由貴       | MAYUMI     | 4:32  |
| 合計時間:          | 合計時間:                  | 合計時間:      | 合計時間:  | 21:41 |

| 全編曲: 武部聡志（特記以外）。 |                                                  |           |            |       |
| #                              | タイトル                                         | 作詞      | 作曲       | 時間  |
| 1.                             | 「水の春」(編曲：武部聡志・崎谷健次郎)           | 田口俊    | 崎谷健次郎 | 4:01  |
| 2.                             | 「自転車にのって」                               | 谷山浩子  | 亀井登志夫 | 2:42  |
| 3.                             | 「アクリル色の微笑」(編曲：武部聡志・崎谷健次郎) | 斉藤由貴  | 崎谷健次郎 | 4:46  |
| 4.                             | 「SORAMIMI」                                     | 谷山浩子  | 谷山浩子   | 3:37  |
| 5.                             | 「あなたの声を聞いた夜」                         | 斉藤由貴  | 来生たかお | 3:57  |
| 合計時間:                      | 合計時間:                                        | 合計時間: | 合計時間:  | 19:03 |

### CD
| 全編曲: 武部聡志（特記以外）。 |                                                  |                |            |      |
| #                              | タイトル                                         | 作詞           | 作曲       | 時間 |
| 1.                             | 「指輪物語」(編曲：崎谷健次郎・武部聡志)         | 松本隆         | 崎谷健次郎 | 4:12 |
| 2.                             | 「予感」                                         | 斉藤由貴       | 亀井登志夫 | 4:59 |
| 3.                             | 「悲しみよこんにちは」                           | 森雪之丞       | 玉置浩二   | 3:57 |
| 4.                             | 「ストローハットの夏想い」                       | あさくらせいら | MAYUMI     | 4:15 |
| 5.                             | 「つけなかった嘘」                               | 森雪之丞       | 亀井登志夫 | 3:58 |
| 6.                             | 「いちご水のグラス」                             | 斉藤由貴       | MAYUMI     | 4:32 |
| 7.                             | 「青空のかけら」                                 | 松本隆         | 亀井登志夫 | 3:54 |
| 8.                             | 「水の春」(編曲：武部聡志・崎谷健次郎)           | 田口俊         | 崎谷健次郎 | 4:01 |
| 9.                             | 「自転車にのって」                               | 谷山浩子       | 亀井登志夫 | 2:42 |
| 10.                            | 「アクリル色の微笑」(編曲：武部聡志・崎谷健次郎) | 斉藤由貴       | 崎谷健次郎 | 4:46 |
| 11.                            | 「SORAMIMI」                                     | 谷山浩子       | 谷山浩子   | 3:37 |
| 12.                            | 「あなたの声を聞いた夜」                         | 斉藤由貴       | 来生たかお | 3:57 |

| 全編曲: 武部聡志（特記以外）。 |                                                  |                |            |       |
| #                              | タイトル                                         | 作詞           | 作曲       | 時間  |
| 1.                             | 「予感」                                         | 斉藤由貴       | 亀井登志夫 | 5:01  |
| 2.                             | 「悲しみよこんにちは」                           | 森雪之丞       | 玉置浩二   | 4:01  |
| 3.                             | 「ストローハットの夏想い」                       | あさくらせいら | MAYUMI     | 4:18  |
| 4.                             | 「つけなかった嘘」                               | 森雪之丞       | 亀井登志夫 | 4:00  |
| 5.                             | 「いちご水のグラス」                             | 斉藤由貴       | MAYUMI     | 4:34  |
| 6.                             | 「水の春」(編曲：武部聡志・崎谷健次郎)           | 田口俊         | 崎谷健次郎 | 4:06  |
| 7.                             | 「自転車にのって」                               | 谷山浩子       | 亀井登志夫 | 2:44  |
| 8.                             | 「アクリル色の微笑」(編曲：武部聡志・崎谷健次郎) | 斉藤由貴       | 崎谷健次郎 | 4:48  |
| 9.                             | 「SORAMIMI」                                     | 谷山浩子       | 谷山浩子   | 3:38  |
| 10.                            | 「あなたの声を聞いた夜」                         | 斉藤由貴       | 来生たかお | 3:58  |
| 合計時間:                      | 合計時間:                                        | 合計時間:      | 合計時間:  | 41:08 |

| 全編曲: 武部聡志（特記以外）。 |                                                        |                |            |       |
| #                              | タイトル                                               | 作詞           | 作曲       | 時間  |
| 1.                             | 「予感」                                               | 斉藤由貴       | 亀井登志夫 | 4:59  |
| 2.                             | 「悲しみよこんにちは」                                 | 森雪之丞       | 玉置浩二   | 3:56  |
| 3.                             | 「ストローハットの夏想い」                             | あさくらせいら | MAYUMI     | 4:15  |
| 4.                             | 「つけなかった嘘」                                     | 森雪之丞       | 亀井登志夫 | 3:58  |
| 5.                             | 「いちご水のグラス」                                   | 斉藤由貴       | MAYUMI     | 4:33  |
| 6.                             | 「水の春」(編曲：武部聡志・崎谷健次郎)                 | 田口俊         | 崎谷健次郎 | 4:01  |
| 7.                             | 「自転車にのって」                                     | 谷山浩子       | 亀井登志夫 | 2:41  |
| 8.                             | 「アクリル色の微笑」(編曲：武部聡志・崎谷健次郎)       | 斉藤由貴       | 崎谷健次郎 | 4:45  |
| 9.                             | 「SORAMIMI」                                           | 谷山浩子       | 谷山浩子   | 3:36  |
| 10.                            | 「あなたの声を聞いた夜」                               | 斉藤由貴       | 来生たかお | 4:00  |
| 11.                            | 「指輪物語」(編曲：崎谷健次郎・武部聡志 / Bonus Track) | 松本隆         | 崎谷健次郎 | 4:12  |
| 12.                            | 「青空のかけら」(Single Version / Bonus Track)         | 松本隆         | 亀井登志夫 | 3:54  |
| 合計時間:                      | 合計時間:                                              | 合計時間:      | 合計時間:  | 48:55 |

### 曲解説（1986年盤）
1. 指輪物語
  - 「青空のかけら」のB面曲のニュー・ミックス。CDのみ収録[6]。
2. 予感
  - 2022年9月に斉藤の長女である俳優の水嶋凜がカバーして歌手デビューを果たした[7]。
3. 悲しみよこんにちは
  - 『第37回NHK紅白歌合戦』歌唱曲。紅組キャプテン（司会）も務めた。
4. ストローハットの夏想い
5. つけなかった嘘
6. いちご水のグラス
7. 青空のかけら
  - ニュー・ミックス。CDのみ収録。
8. 水の春
9. 自転車にのって
10. アクリル色の微笑
  - 崎谷は自身のアルバム『ただ一度だけの永遠』（1990年）でセルフカバーしている。斉藤は本楽曲を男性の視点で書いたとコメントしている（『YUKI'S BRAND』歌詞ブックレット）。
11. SORAMIMI
  - アルバム中唯一、谷山浩子が詞・曲双方を提供した作品。谷山は自身のアルバム『水玉時間』（1986年）でセルフカバーしている。
12. あなたの声を聞いた夜

## 関連作品
#CDのトラック・ナンバー参照
- YUKI'S BRAND - M-2・6・10・12
- Yuki's MUSEUM - M-3・7
- YUKI's BEST - M-2（Remix）・3（Remix）・7（Remix）
- MYこれ!クション 斉藤由貴BEST - M-3・7
- 斉藤由貴 SINGLESコンプリート - M-1・3・7
- 悲しみよこんにちは（21st century ver.） - M-3（Retake）
- 斉藤由貴 ヴィンテージ・ベスト - M-3（Retake）
- POETIC Live 1986 - M-1（Live）・3（Live）・7（Live）
- 何もかも変わるとしても - M-2

## 発売履歴
- 1986年10月21日 - LP、規格品番：C28A0520
- 1986年10月21日 - CD、規格品番：D32A0234
- 1986年10月21日 - CT、規格品番：28P6657
- 1989年3月21日 - GOLD CD、規格品番：D35A0478
- 2003年9月18日 - CD-BOX、規格品番：PCCA-1924
- 2009年3月25日 - HQCD（紙ジャケット仕様）、規格品番：PCCA-50134